# Man-sziget
A Man-sziget (manx nyelven Ellan Vannin) vagy Mann (Mannin) az Ír-tengeren fekvő sziget, a Brit-szigetek földrajzi középpontja. Nem része az Egyesült Királyságnak, viszont a brit koronafüggőségek közé tartozik. Az Európai Unió területének nem volt része, de vámterületének igen. Valaha önálló állam volt, a középkorban egy kelta királyság létezett a területén.

## Földrajz

Man domborzati térképe

A sziget a Brit-szigetek, egy az európai kontinenstől északra fekvő szigetcsoport egyik tagja. A sziget az Ír-tengerben fekszik, nagyjából egyenlő távolságra Írországtól, Skóciától és Angliától.
A sziget 48 km hosszú és 13–24 km széles. Teljes területe 572 km². A sziget északi és déli részén elhelyezkedő hegyeket a középső völgy választja el. A legészakibb rész kivételesen sík, aminek nagy része a jégkorban lerakódott, Nyugat-Skóciából származó üledék. Ezekből alakult ki idővel Port of Ayre kavicsos strandja. Csak egy olyan csúcs van, aminek a magassága meghaladja a 600 métert, ez a 621 méter magas Snaefell. Egy régi mondás szerint innét körülnézve az ember hat királyságot lát. Ezek maga Man-sziget, Írország, Skócia, Anglia, Wales és a Mennyország. Egy másik monda szerint van egy hetedik királyság, Neptun királysága, a tenger.

## Történelem
Őslakói kelták (gaelek) voltak. A 9. században norvég vikingek hódították meg a szigetet, és a szomszédos Hebridákkal és más kisebb szigetekkel közös birtokként uralták. A szigetek urai előbb a dublini viking királyok, majd az Orkney-szigeteken székelő viking királyok hűbéresei voltak. 1079-től Godred Crovan, a szigetek ura a Man-sziget és a Hebridák királyaként önállósította magát („Man és a Szigetek királya”, latinul Rex Manniae et Insularum). Utódai a távoli norvég királyok névleges fennhatóságát elismerve, de továbbra is királyokként uralkodtak. 1164-től a királyság két külön királyságra vált szét, a sziget uralkodói ettől kezdve csak mint a Man-sziget királyai kormányoztak.
A szigetet 1266-ban Norvégia eladta Skóciának, a 14. században pedig angol fennhatóság alá került. 1504-ben végleg megszüntették „a Man-sziget királya” már régóta csak névleges címét. Ezután sokáig Salisbury és Derby grófjai (earl) birtokolták a szigetet a Man-sziget lordjaiként, míg 1765-ben megvásárolta a brit parlament.
Azóta közvetlenül a brit korona alá tartozik, de a londoni Parlamenttől független; saját helyi parlamentje, az ezeréves (979-ben alapított) Tynwald (a világ egyik legrégebbi, folyamatosan működő országgyűlése) belügyekben teljes önállósággal van felruházva. A mindenkori angol uralkodó a Lord of Man címet viseli.
Lásd még:
- A Man-sziget és a Hebridák uralkodóinak listája
- A Man-sziget királyainak listája
- A Man-sziget lordjainak listája

## Népcsoportok
A sziget lakói az ún. manxok (kelta leszármazottak).

## Gazdaság
- A mezőgazdaságon belül a földművelés (árpa, zab, búza, burgonya, zöldségfélék) a belső igényeket elégíti ki, míg az állattenyésztés (szarvasmarha, juh, baromfi) és a halászat termékeiből kivitelre is jut.
- Bevételeinek zömét az idegenforgalom, az offshore banki szolgáltatások, a könnyűipar, és az újabban megtelepedett mikroelektronikai ipar adják.
- A szigeten gránitot és ólmot bányásznak.
- Az egy főre jutó GDP 18 800 USD (1999).

## Közlekedés
- Közutak hossza: 1107 km[9]
- Vasútvonalak hossza: 67 km
- Repülőterek száma: 1
- Kikötők száma: 4

## Híres lakói
- A Bee Gees mindhárom tagja (Barry, Robin és Maurice) a szigeten született.
- Nigel Mansell, volt Formula–1- és IndyCar Series-versenyző Floridából való hazaköltözése után választotta lakhelyéül.
- Joe Locke, színész
- Sir Norman Wisdom, komikus és színész.
- Neil Hodgson, Superbike- és World Superbike-bajnok 2003.
- Justin Jackson, profi labdarúgó, Bolton Wanderers, Halifax Town, Rushden and Diamonds, Doncaster Rovers, Morecambe.
- Rick Wakeman, a Yes billentyűse.
- Alan Warner(wd), multimilliomos novellista és forgatókönyvíró. Egy világítótoronyban él a sziget északi részén.
- John Rhys-Davies, színész, a Gyűrűk Ura Gimlije.
- Andy Kershaw(wd), BBC Radio műsorvezetője.
- Mark Cavendish, profi kerékpáros.
- Gerald Gardner, a Wicca vallás alapítója itt vezette élete végéig boszorkánymúzeumát.
- Samantha Barks, angol színésznő.
- Kieran Tierney, labdarúgó
- Mark Higgins, autóversenyző.

## Érdekességek

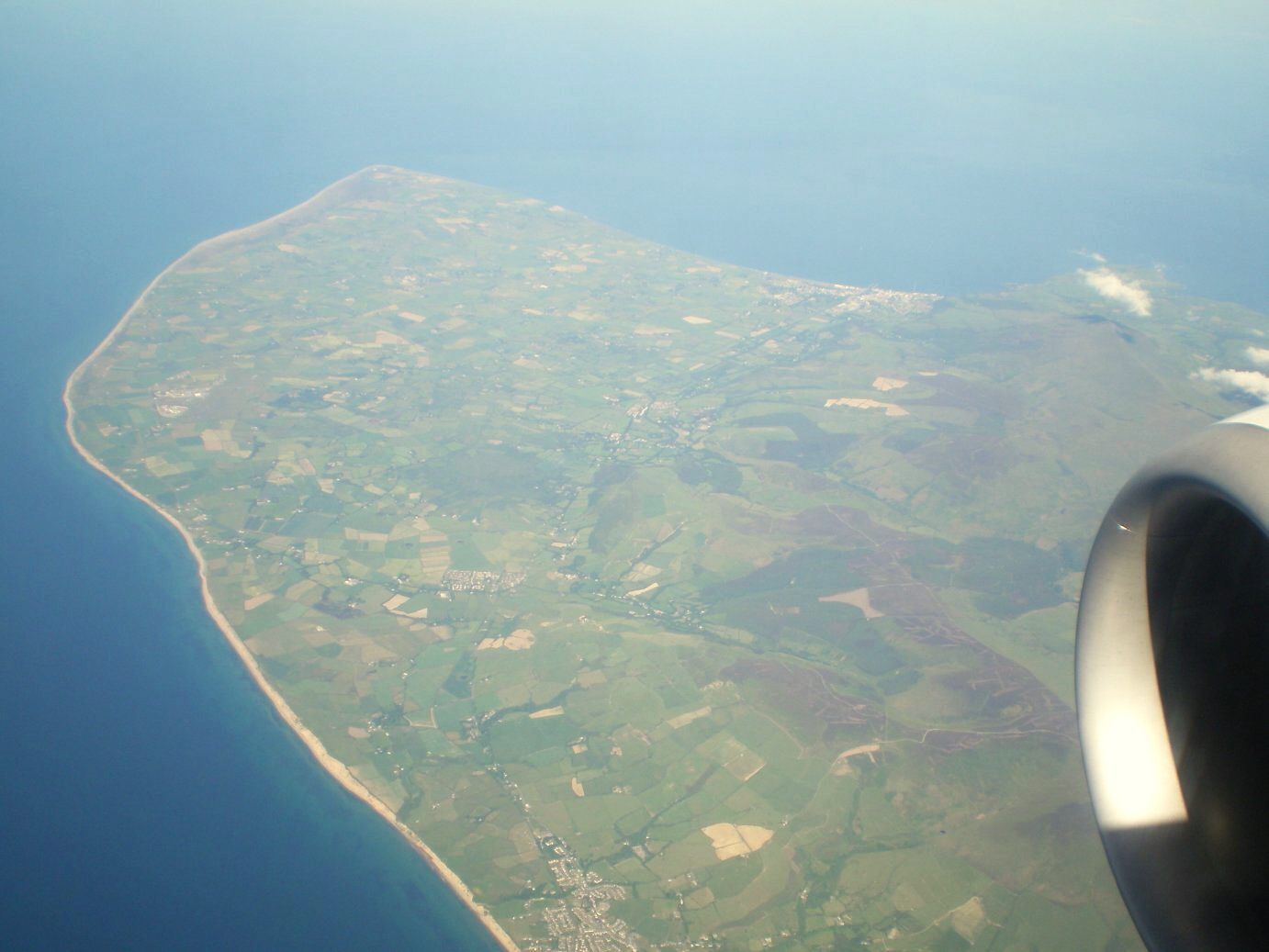
Man északi része madártávlatból
Peel, Kirk Michael és Ramsey város kivehető körvonalaival

- Zászlaján is látható a címeralakja, a közös „tőből” induló 3 hajlított láb lovagi páncélban.
- A manx fajtájú vagy Man-szigeti macskák teljesen (anatómiailag is) farok nélkül születnek, és a mellső lábaik feltűnően rövidebbek a hátsóknál, ami kissé nyúlszerű mozgást eredményez.
- Régi mondás, hogy a Snaefell csúcsáról körbetekintve hét királyságot láthat maga körül az ember: először is magát a Man Királyságot, aztán Írországot, Skóciát, Angliát, Walest valamint az eget és a tengert… (az említett országok partjai mind látótávolságra vannak).
- A szigeten saját fontot használnak.
- A Man-szigeten nincs előírt maximális sebesség a közutakon,[10][11] azonban a 2020-as koronavírus járvány alatt átmenetileg bevezették.[12]
- Angliában a közutak autóverseny céljára történő lezárása törvényi akadályokba ütközött, de a Man-szigeten – egy korábbi törvény értelmében – lehetséges volt, így az angol raliversenyzés gyorsasági szakaszait hagyományosan itt rendezték.
- Minden évben itt rendezik meg a Man-szigeteki Tourist Trophy („The TT”) motorversenyt.